# Dabašnica
Dabašnica falu Horvátországban Zára megyében. Közigazgatásilag Gračachoz tartozik.

## Fekvése
Zárától légvonalban 70, közúton 112 km-re, községközpontjától légvonalban 17, közúton 48 km-re északkeletre, Lika déli részén, a bosnyák határ közelében fekszik.

## Története
A török korban pravoszláv lakossággal telepített likai falvak közé tartozik. A településnek 1857-ben 312, 1910-ben 499 lakosa volt. Az első világháború után előbb a Szerb-Horvát-Szlovén Királyság, majd Jugoszlávia része lett. 1991-ben már a falu csaknem teljes lakossága szerb nemzetiségű volt. Lakói még ez évben csatlakoztak a Krajinai Szerb Köztársasághoz. A horvát hadsereg 1995 augusztusában a Vihar hadművelet során foglalta vissza a települést. Szerb lakói elmenekültek. A településnek 2011-ben 3 lakosa volt.

## Lakosság
| Lakosság változása | Lakosság változása | Lakosság változása | Lakosság változása | Lakosság változása | Lakosság változása | Lakosság változása | Lakosság változása | Lakosság változása | Lakosság változása | Lakosság változása | Lakosság változása | Lakosság változása | Lakosság változása | Lakosság változása | Lakosság változása |
| ------------------ | ------------------ | ------------------ | ------------------ | ------------------ | ------------------ | ------------------ | ------------------ | ------------------ | ------------------ | ------------------ | ------------------ | ------------------ | ------------------ | ------------------ | ------------------ |
| 1857               | 1869               | 1880               | 1890               | 1900               | 1910               | 1921               | 1931               | 1948               | 1953               | 1961               | 1971               | 1981               | 1991               | 2001               | 2011               |
| 312                | 409                | 359                | 432                | 447                | 499                | 483                | 450                | 230                | 237                | 205                | 160                | 92                 | 69                 | 0                  | 3                  |

## Nevezetességei
- Pravoszláv temploma 1874-ben épült, a második világháború idején lerombolták és már nem építették újjá. Bozóttal benőtt csupasz falai és a homlokzat fölé magasodó harangtorony helyenként még teljes magasságban állnak.
- Ókori régészeti lelőhely